# Foro Humanitario Internacional de Bakú
El Foro Humanitario Internacional de Bakú (en inglés: Baku International Humanitarian Forum; en ruso: Бакинский Международный Гуманитарный Форум) – es evento que tiene lugar en Bakú, Azerbaiyán.

## Organización del foro
En el año 2010 los presidentes de la República de Azerbaiyán y de Federación Rusa, Ilham Əliyev y Dmitri Medvédev respectivamente, organizaron este evento en el Primer Foro de Cooperación Humanitaria entre Azerbaiyán y Rusia. El propósito del Foro Humanitario Internacional de Bakú es construir un diálogo sobre los asuntos globales, crear un arena para intercambiar opiniones y definir una estrategia para las próximas décadas. El I Foro Humanitario Internacional de Bakú se celebró en el 10-11 de octubre de 2011, bajo el lema "Siglo XXI: esperanzas y desafíos". En este foro participaron los representantes de más de 20 países. En la fecha 4-5 de octubre de 2012 fue realizado el II Foro Humanitario Internacional de Bakú. En esta edición participaron los representantes de 70 países y de 7 organizaciones internacionales. En octubre de 2013 se celebró el III Foro Humanitario Internacional de Bakú, que multiculturalismo fue el tema principal de la discusión. En el año 2014  500 representantes de 63 países y de 4 organizaciones internacionales fue invitado a participar en el IV Foro Humanitario Internacional de Bakú. El V Foro Humanitario Internacional de Bakú fue realizado en septiembre de 2016 y en este foro participaron más de 400 representantes de 80 países. El VI foro Humanitario Internacional de Bakú se celebró en octubre del año 2018.